# مجيد (اسم)
مجيد هو اسم علم مذكر من أصل عربي، ومعناه هو صيغة مبالغة من ماجد، وهوالكثير المجد الشريف، والأصل النجيب العالي المقام المحترم الكريم، وإذا عرف بال خص بالله تعالى أو بالقرآن نحو: ﴿ذو العرش المجيد﴾ [ البروج15] وقوله ﴿بل هو قرآنٌ مجيدٌ﴾ [ البروج21] أي عظيم جليل، مؤنثه مجيدة.

## شخصيات تحمل الاسم
- مجيد أرسلان (سياسي لبناني، 1 فبراير 1908 – 18 سبتمبر 1983)
- مجيد بن طلعة (لاعب كرة قدم جزائري، 24 سبتمبر 1955[3] – )
- مجيد بوقرة (لاعب كرة قدم جزائري، 7 أكتوبر 1982 – )
- مجيد بيشكار (لاعب كرة قدم إيراني، 6 أغسطس 1956[4] – )
- مجيد حسيني (لاعب كرة قدم إيراني، 20 يونيو 1996[5] – )
- مجيد خدوري (27 سبتمبر 1909 – 25 يناير 2007)
- مجيد رفيع زاده (ناشط في مجال حقوق الإنسان، 25 ديسمبر 1980 – )
- مجيد شهرياري (فيزيائي إيراني، 1966 – 29 نوفمبر 2010)
- مجيد مجيدي (17 أبريل 1959[6][7] – )
- مجيد نامجو مطلق (لاعب كرة قدم إيراني، 13 مايو 1967 – )

## وصلات خارجية
- موسوعة السلطان قابوس لأسماء العرب